# Mark Koster
Mark Koster (1969) is een Nederlands journalist. Hij was 'Chef Online' bij Quote.

## Leven en werk
Koster studeerde amerikanistiek aan de Universiteit van Amsterdam (1992-1995). Hij werkte eerst als journalist voor Quote en bij Het Financieele Dagblad. Hij was van 2004 tot 2005 werkzaam als hoofdredacteur van de Nieuwe Revu en werkte bij het Talpa-programma NSE. In 2006 richtte hij met twee compagnons het Amsterdamse productiebedrijf Campus TV op. In 2008 solliciteerde Koster naar de functie van hoofdredacteur bij het feministische tijdschrift Opzij.
In dagblad De Pers schreef hij bijna dagelijks met Jojanneke van den Berge de pagina Koster en Jojanneke. Dagblad De Pers schorste hem in 2010 voor een maand nadat hij in diezelfde krant een artikel had geschreven over seksrelaties op de redactie.
In april 2010 richtte hij samen met financieel journalisten Eric Smit en Arne van der Wal de financieel-economische website Follow The Money op.
Zijn bedrijf Campus TV zou uiteindelijk in 2012 samengaan met opinieplatform DeJaap van Bert Brussen, een nieuws- en opiniewebsite die daarop onder de nieuwe naam ThePostOnline verderging. Die site zou hem ook weer samenbrengen met De Pers: uit De Pers kwam in februari 2013 het initiatief De Nieuwe Pers van Jan-Jaap Heij voort, dat hetzelfde jaar nog samenging met ThePostOnline.
In december 2014 vertrok Koster weer bij ThePostOnline, om op het oude nest bij Quote 'Chef Online' te worden.
Daarnaast neemt hij zaterdags op NPO Radio 1 in het programma WNL op Zaterdag tegen zes uur de zaterdagse kranten en sociale media door.
Van augustus 2022 tot juli 2024 presenteerde Koster samen met presentatrice en voormalig actrice en zangeres Yvonne Coldeweijer de podcast De Juice Show waarin het tweetal op wekelijkse basis de laatste roddels rondom Bekende Nederlanders besprak.
In februari 2024 ontstond er ophef toen de krant De Morgen van uitgeverij DPG-Media een advertentie weigerde voor het boek De Belg geschreven door Koster. De Belg is een kritisch boek over Christian Van Thillo, de eigenaar van DPG-Media.

### Bestseller 60
| Boeken met noteringen in de Nederlandse Bestseller 60 | Jaar van verschijnen | Datum van binnenkomst | Hoogste positie | Aantal weken | Opmerkingen                 |
| ----------------------------------------------------- | -------------------- | --------------------- | --------------- | ------------ | --------------------------- |
| De Mol                                                | 2020                 | 02-12-2020            | 52              | 1            |                             |
| Peter Gillis: massa is kassa                          | 2021                 | 10-11-2021            | 7               | 10           | biografie over Peter Gillis |

- Gemeinsame Normdatei: 1240265107
- International Standard Name Identifier: 0000 0003 8798 4139
- Nederlandse Thesaurus van Auteursnamen: 161458173
- Virtual International Authority File: 281030375